# Tomasz Jabłoński
Tomasz Jabłoński (* 29. Dezember 1988 in Danzig) ist ein polnischer Boxer im Mittelgewicht.

## Karriere
Der 1,77 m große Mittelgewichtler (bis 75 kg) wurde 2012 und 2014 Polnischer Meister. 2011 schied er bei den Europameisterschaften in Ankara noch im ersten Kampf gegen Zoltán Harcsa aus und scheiterte bei den Weltmeisterschaften in Baku in der dritten Vorrunde an Andranik Hakobjan. 2012 nahm er am Olympiaqualifikationsturnier in Trabzon teil, schied jedoch im Viertelfinale aus.
Anschließend wurde er erst wieder bei den Europameisterschaften 2015 in Samokow eingesetzt. Durch Siege gegen Dmitro Tretjak, Leon Chartoy, Max van der Pas und Salvatore Cavallaro erreichte er das Finale, verlor dort gegen Pjotr Chamukow und gewann somit die Silbermedaille. Es war die erste EM-Medaille eines polnischen Boxers seit 2008 und der erste EM-Finaleinzug eines Polen seit 1993.
Bei den anschließenden Weltmeisterschaften 2015 in Doha, schied er im Achtelfinale gegen den Inder Vikas Krishan aus. Bei den Olympischen Spielen 2016 schied er im ersten Kampf gegen Daniel Lewis aus.

### World Series of Boxing (WSB)
In der WSB boxt Jabłoński für das Team „Rafako Hussars Poland“ und ist zugleich Teamkapitän. In der Saison 2012/13 betritt er drei Kämpfe in der regulären Saison, die er alle gewann, und wurde auch im Viertelfinale der Playoffs gegen Italia Thunder eingesetzt, verlor seinen Kampf jedoch. In der Saison 2013/14 bestritt Jabłoński weitere drei Kämpfe, von denen er zwei gewann. In der Saison 2015 belegte er mit sechs Siegen aus sieben Kämpfen den dritten Platz in der Mittelgewichts-Rangliste. Da sich der Zweitplatzierte Arlen López bereits über Weltmeisterschaften 2015 qualifiziert hatte, reichte diese Platzierung für Jabłoński aus, um sich für die Olympischen Spiele 2016 zu qualifizieren.

### Sonstiges
In der Saison 2014/15 wurde Jabłoński vom Nordhäuser SV zweimal in der Boxbundesliga eingesetzt. Er gewann beide Kämpfe.